# Rhodotorula
Rhodotorula — рід грибів родини Sporidiobolaceae. Назва вперше опублікована 1927 року.